# Zeleneč
Zeleneč är en by och en kommun i Tjeckien. Den ligger i regionen Mellersta Böhmen, i den centrala delen av landet, 18 km öster om huvudstaden Prag. Zeleneč ligger 257 meter över havet och antalet invånare är 3 141 (2016).
Terrängen runt Zeleneč är platt. Runt Zeleneč är det ganska tätbefolkat, med 65 invånare per kvadratkilometer. Närmaste större samhälle är Prag, 17,8 km väster om Zeleneč. Trakten runt Zeleneč består till största delen av jordbruksmark.
Trakten ingår i den hemiboreala klimatzonen. Årsmedeltemperaturen i trakten är 8 °C. Den varmaste månaden är juli, då medeltemperaturen är 20 °C, och den kallaste är januari, med −6 °C.